# Гайчул
Га́йчул (Гайчур) — річка в Україні, в межах Пологівського та Запорізького (частково) районів Запорізької області та Синельниківського району Дніпропетровської області. Ліва притока Вовчої (басейн річки Дніпро).

## Опис
Річка завдовжки 130 км, площа водозбірного басейну 2 140 км². Похил річки 1,1 м/км. Долина трапецієподібна, завширшки до 4,5—5 км. Заплава двостороння, шириною до  м. Річище помірно звивисте (в пониззі більш звивисте), на окремих ділянках розчищене і відрегульоване. Споруджено кілька ставків та невелике водосховище. Використовується для потреб водопостачання.

## Розташування
Гайчур бере початок з джерел біля села Червоне Озеро. Тече переважно на північний захід, у пониззі — на північ. Впадає до Вовчої біля села Писанці, що на південний захід від смт Покровського.

## Етимологія
Гайчур є татарською назвою. Саме тут зосереджувалися татарські орди перед набігами на Запоріжжя та Лівобережну Україну. Українською назва пом'якшується до Гайчул. Саме так річка згадується у Дмитра Яворницького.

## Притоки
У річку впадають 78 малих річок й струмків (у тому числі 72 завдовжки менше 10 км). Сумарна довжина приток Гайчура — 355 км (у тому числі струмків менше 10 км — 175 км). Густота річкової мережі — 0,23 довжини річок на км² площі басейну.

### Праві
- балка Кальмичка
- балка Щекина
- балка Грушевата
  - балка Скотовата
- балка Середня
- балка Глиняна
- річка Янчул (основна притока)
  - балка Крутенька
  - Балка Вербова
  - річка Солона
  - балка Солона
  - Балка Грушувата
    - Калинова
    - Крута
- балка Гадюча

### Ліві
- річка Кам'янка
- річка Лозова
  - Балка Лозовенька
- балка Гірка
- балка Широка
- балка Солона
- балка Припічкіна
- балка Непхай
- балка Скотовате
- урочище Новий Світ
- урочище Миколаївка
- урочище Зелений Яр
- балка Горіхова
- балка Кринична
- балка Тернувате
- балка Широка
- балка Криничувате
- Балка Зайцева

## Населені пункти
Над Гайчулом лежать:
- місто Гуляйполе
- села: Новоукраїнка, Федорівка тощо.